# Carl J. Kullenbergh

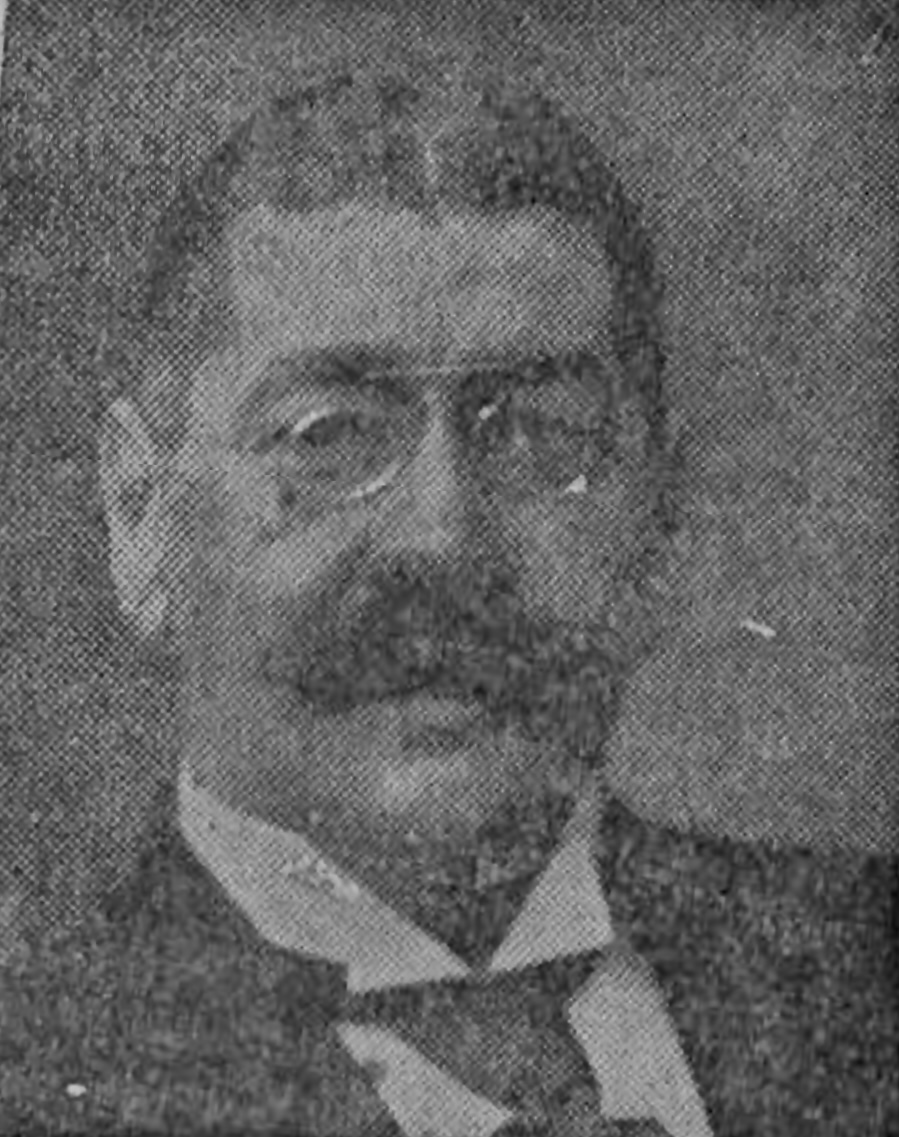
Carl J. Kullenbergh, cirka 1915.

Carl J. (eg. Carl August Jeansson) Kullenbergh, född 1 juni 1867 i Forsa församling i Hälsingland, död 16 juli 1918 i Stockholm, var en svensk journalist, redaktör, humorist, kåsör och revyförfattare. Han var även känd under signaturen Kul.

## Biografi
Kullenbergh föddes i Hälsingland där fadern vid tillfället arbetade som stins, men familjen flyttade redan när han var två år till Kalmar. Hans far tillhörde den kända kalmarsläkten Jeansson, och Kullenbergh var kusin till industri- och riksdagsmannen John Jeansson, men själv använde han alltid sin mors efternamn Kullenbergh. 
Efter skolgång i Kalmar skrevs han in vid Lunds universitet där han 1888 avlade juridisk preliminärexamen och läste vidare med inriktning mot en hovrättsexamen, vilken han dock aldrig tog. Han kom under studietiden att höra till det så kallade Tuakotteriet, och i denna krets blev han första gången omtalad som humorist genom sin återkommande improviserade monolog "Sompen", vilken senare skildrats i böcker av kamrater som Paul Rosenius, John Wigforss och Axel Wallengren. Tillsammans med Wallengren och Wigforss författade Kullenbergh även det tidiga spexet Guvernörens staty (en parodi på Don Juan) 1892, där den sistnämnde även spelade huvudrollen. Kullenbergh medverkade även i andra pjäser som vid denna tid sattes upp på Akademiska Föreningen. 
Kullenbergh lämnade Lund 1892 och tillbringade därefter två år som journalist i USA. Återkommen till Sverige bosatte han sig först i Göteborg, senare i Gävle och slutligen i Stockholm. Han arbetade under dessa år på redaktionerna för flera tidningar, bland annat Göteborgs-Posten, Göteborgs Morgonpost, Gefle-Posten och Hvar 8 dag. Från 1910 verkade han dock som frilansare och skrev bland annat humoristiska kåserier från Stockholm, för Göteborgs Aftonblads räkning, vilka gick under beteckningen "Stockholmsvy". Han skrev även kåserier under vinjetten "I förbifarten". I övrigt skrev han ofta om litteratur och teater. I januari 1915 är han också omskriven som redaktör för humortidskriften Puck, men det är oklart hur länge.
Parallellt med journalistiken inledde Kullenbergh under sin Göteborgstid en karriär som revyförfattare, och han skrev under sitt liv minst 21 revyer, själv eller i samarbete med andra författare. Bland annat skrev han Folkteaterns första nyårsrevy 1898 vilken gjorde stor succé, varför han även fick skriva nyårsrevyn året därpå. Frihetsbasunen blev så populär att den spelades på Folkteatern i tre månader och sedan turnerade på landsbygden. Han fortsatte med revyskriverierna även efter flytten till Gävle 1907. År 1915 flyttade han till Stockholm där han bland annat var konferencier på kabarén Svarta Katten, på Blanchs Café. Samma år skrev han även en revy i samarbete med Sigge Strömberg. Ett utmärkande drag i Kullenberghs revyuppsättningar - såväl i dialog som kupletter - var ett mycket stort antal ordvitsar, vilket blivit känt som göteborgsvitsar. 
Till Kullenberghs seriösare litterära produktion hör hand biografi S. A. Andrée - hans lif och person över nordpolsfararen Salomon August Andrée som gavs ut i Göteborg 1898.